# あいたくて… 〜your smiles in my heart〜
『あいたくて… 〜your smiles in my heart〜』（あいたくて ユア・スマイルズ・イン・マイ・ハート）は、2000年3月16日、コナミ（現・コナミデジタルエンタテインメント）からPlayStation向けに発売された恋愛シミュレーションゲームである。「初恋は実らない」というテーマ性を持たせている。
当初は本作の後に発売が予定されていた『ときめきメモリアル2』（1999年11月25日発売）のプロモーションとしてデモムービーを収録した形で発売されることになっていたが、結果的には『ときめきメモリアル2』よりも遅れての発売となった。

## 歴史
- 1997年8月28日発売の『ときめきメモリアル デスクトップアクセサリー集 どきどきびっくり箱』（Windows）に、本作のプロローグ体験版を含むアクセサリー集が収録される。
- 1997年11月27日 『あいたくて… 〜your smiles in my heart〜 おろしたてのダイアリー』（プレイステーション用CD-ROMが付録となったムック）発売。『どきどきびっくり箱』に収録の物とほぼ同様なプロローグ体験版がメインである。
- 2000年3月16日 『あいたくて… 〜your smiles in my heart〜』本編発売。諸般の理由により1998年発売予定から何度か延期をされた後に発売される。

## ゲーム内容
このゲームの主人公(プレイヤー)は、高校入学直前に、父親がアメリカに転勤になったため、祖母の家から通える高校に入学することになった。ある日、アメリカに在住中の父親から電話があり、自分の結婚相手が決められそうになっていることを知る。送られてきた写真を見た主人公は、高校3年間の間に恋人を作り、父親に紹介することにより、父親が決めた人との結婚を避けようと決心する。主人公が入学式に行くまでに取った行動によって、最初に登場する女の子が変わる。
ゲーム開始時に「あだ名」を入力し相手キャラクターが一定の親密度になると、あだ名でプレイヤーを呼んでくれるようになる。音声付きと音声なしの「愛称」がある。お金の概念が導入されており、主人公を育てるだけでなく所持金を貯めることも必要となる。お金を増やす方法はアルバイトをする事だが、学校の規則でアルバイトが許されているのは成績優秀な生徒に限られている。
ゲーム内の期間は一応高校3年間であるが、特定のヒロインと交際し、真エンディングルートに辿り着けば、それより前にエンディングを迎える事になり、隠しキャラクターの1人は何と数ヶ月しか満たない展開になる。

## 登場キャラクター

### メインキャラクター
二宮千菜（にのみや ちな）
声 - 川澄綾子
主人公が住む祖母の家の向かいに住む双子の姉。おっとりした性格。天然ボケな性格で、言動もふんわりしている。基本的には優しく素直な性格だが、大胆な行動をとってしまうことも。父親は千菜を大変可愛がっており、色々と心配している。パン屋でアルバイトをしている。まだ異性と付き合った経験がない。
二宮麻子（にのみや あさこ）
声 - 浅木舞
主人公が住む祖母の家の向かいに住む双子の妹。主人公にアドバイスをくれる。名前の読みは「あさこ」であるが、千菜や友人からは「まこ」と呼ばれている。のんびりとした千菜とは対照的に明るくハキハキとした性格。恋のキューピッドを自認し、今まで多くのカップルを成立させたらしい。
最初は早乙女好雄のような情報キャラクターとして登場するが、一定の条件を満たせば攻略もできる。
藍原ひびき
声 - 半場友恵
奇抜なファッションセンスと破壊的歌声でアイドルデビューを目指す同級生。修学旅行での一件がきっかけで本当にアイドルデビューしてしまう。バイト先はファミレス。
入江里沙（いりえ りさ）
声 - 浅野まゆみ
刹那的に生きる不良少女。年上のサラリーマンと恋愛中。あまりべたべたするのは好きではなく、常に人とは一定の距離を保っている。センスの良い、恋愛経験がある男が好み。攻略が全キャラ中、かなり難しいといわれている。

### サブキャラクター
篠崎百合華（しのはら ゆりか）
声 - 飯島京子
主人公の一年先輩で、10年に一度といわれるほどの秀才。水泳部と風紀委員会に所属している。まじめを絵に描いたような人物だが、その徹底した理論武装の裏には強いコンプレックスが見え隠れする。ツンデレ。書店でアルバイトをしている。男女交際は学生には不必要という信念を持っている。
神城絢
声 - 鈴木好美
剣道道場の一人娘。有段者。母親を幼い頃に無くしたため、家事全般を一人でこなす。スポーツ万能で体育会系な部分もある。勇気とやさしさを備えた最強の女性だが、恋愛とゴキブリと痴漢には弱い。また演歌が大好きという一面もあり、打弾団のリサイタルへ連れて行くと、涙を流して聞き入ってしまう。新聞配達のアルバイトをしている他、毎日のトレーニングを欠かさない。
楠木ともみ
声 - 竹ノ内美奈子
主人公の後輩の少女。眼鏡っ子で極度の男性恐怖症である。遠藤加奈子、星野映美と仲がよい。少々とろい性格。父親も眼鏡をかけている。
遠藤加奈子
声 - 佐藤美佳子
桃花学院理事長の孫娘で主人公の後輩の女の子。甘やかされて育ったため、非常にわがままである。帝王学の成果なのか、なかなかの策士でもある。「3ばか」のリーダー格で、ともみや映美と一緒にデートにアレコレと演出や工作をしようとする。胸は大きめ。
星野映美
声 - 菊地祥子
主人公の後輩の少女。おしゃれが趣味ということもあり、常に華やかな雰囲気を出しているが、その反面家庭環境に問題を抱えている。また、千菜と因縁があるらしい。
柳原かすみ
声 - 川崎恵理子
年上だが病弱で留年し、主人公の同級生として現れる少女。主人公との出会いをきっかけに積極的に外出するようになる。千菜と友達になる。言葉遣いがとても丁寧。その病弱さは少し風が吹くだけで体調に変化を与えかねないもので、そのことが性格にも影響を与えている。
早瀬鈴子
声 - 八岐春麻
海の家のバイトで出会う少女。転校を繰り返しているため、別れのつらさから友人を作ることに臆病になっている。天体観測やパソコンいじりが好きで不思議な雰囲気を醸し出す。感性が鋭く精神的に落ち着いているタイプが好み。
条件を満たすと2年2学期に桃花学院に転校してくるが、学期終わりに再度転校してしまうため攻略にかけられる時間が特に短い。
町田松子
声 - 岡本章子
担任教師。ブサイクな眼鏡をかけているが、実は美人。恋愛に日々精進する主人公と直人を問題児として目をつけ、何かとデートの邪魔をする。「ざーます」が口癖。直人などには「まちこ先生」と呼ばれている。男子生徒達には煙たがられているが、女子生徒達には人気がある。生徒想い。とてもグラマラスな体型をしている。
大野若葉
声 - 荒川美奈子
2年目に教育実習生としてやってくる女子大生。大学卒業後には晴れて学院の教師となる。少し頭の弱い欲望にストレートな男の子が好み。
渡瀬みちる
声 - 雪乃五月
家庭教師のアルバイトをする主人公の教え子で2歳年下。テレビゲームが好きで、バイクに乗る事に憧れている。ピアノを習っており、発表会には母親手製の衣装で参加する。登場時点では中学生で、高校進学後はファーストフード店でアルバイトを始める。れっきとした男性であるが見た目の可愛さから、ナンパされてしまうイベントが2度ある。性的事情から女子高生として登場し、制服・体操着も女子のものを着用している。
三好直人
声 - 谷山紀章
性格以外のすべてにおいて完璧な悪友。二股・三股あたりまえのナンパ師で、女の子とのトラブルも多い。夏休みと冬休みに兄やその彼女が用意した旅行に誘ってくれる。女の子にしつこくつきまとうため、「納豆」と陰口を叩かれることもあるが、距離が縮まるとすぐに別れてしまう。そういった経緯もあって、麻子とはすぐに口喧嘩になってしまう。
マリー
結婚相手として父親が勝手に決めてしまった外国人の少女。送られてきた写真の中のあまりに醜い容姿のため、主人公は他の素敵な女性との出会いに励むこととなる。
実はその写真は父親が誤って別人の写真を送ったもので、空港で見た彼女は美人であった。
遠藤兼太郎
加奈子の弟で、1年目当時小学4年生。商店街や学校周辺を散策すると出会うことがある。生意気で金にうるさく、1000円と引き換えに女の子の個人情報を一つだけ教えてくれる。中には麻子からは聞けない身長・体重や3サイズもある。
なお自力で聞き出すか麻子経由で教えてもらった場合と異なり、兼太郎から電話番号を買った場合は相手の女の子から初対面のような反応を返される。

## テーマソング
オープニングテーマ「Funny Funny Face」
作詞: 山下圭子 作曲: 平田祥一郎 歌: 二宮千菜（川澄綾子）・二宮麻子（浅木舞）
エンディングテーマ「あいたくて…」
作詞: 山下圭子 作曲: 平田祥一郎 歌: 二宮千菜（川澄綾子）・二宮麻子（浅木舞）
藍原ひびき シナリオ挿入歌「Kiss Me★Darlin'」
作詞: さゆ鈴 作曲: 平田祥一郎 歌: 藍原ひびき（半場友恵)

## 関連商品

### CD
- 「あいたくて… Love songs 〜a piece of my heart〜」2000年4月26日発売
  1. Funny Funny Face （二宮千菜：川澄綾子 ＆ 二宮麻子：浅木舞）
  2. BLOOM （二宮千菜：川澄綾子）
  3. Kiss Me ☆ Dalin' （藍原ひびき：半場友恵）
  4. 漂流花 （入江理沙：浅野まゆみ）
  5. MIRROR （神城絢：鈴木好美）
  6. BAKKAじゃない？ （三好直人：谷山紀章）
  7. ♥しよう （二宮麻子：浅木舞）
  8. 天使がヤカマシイ （遠藤加奈子：佐藤美佳子 ＆ 星野映美：菊地祥子 ＆ 楠木ともみ：竹ノ内美奈子）
  9. グレープフルーツ （篠崎百合華：飯島京子）
  10. あいたくて… （二宮千菜：川澄綾子 ＆ 二宮麻子：浅木舞）
- ｢あいたくて…～your smiles in my heart ～オリジナル・ゲーム・サントラVol.1、Vol.2｣2000年3月24日発売

## スタッフ
- ディレクター: 福原健一 (シナリオも担当)
- シナリオ: 福原健一, 小澤佳世, 稲邑秀也
- キャラクターデザイン: 伊藤優子(a.k.a itochin), 平野彰一(a.k.a ひらぴー), 小松原里枝子(a.k.a ばらっち)
- サウンド: 松川智禎 (サウンドディレクター)
- 作曲: 平田祥一郎 (大部分), 佐久間彩 (一部), 阪上登 (一部)